# イーアップル
イーアップル（e-Apple）は、中国の嘉远汽车（JIAYUAN）が製造し、中古車買取・販売のアップルが日本国内で輸入・販売を行っているバッテリー駆動の超小型電気自動車である。

## 概要
イーアップルは、東京モーターショー2019で発表された一人乗用のコンパクトボディの超小型電気自動車。家庭用電源で充電が可能で、一回の充電で走行距離は約80km～120km。最高速度は55kmである。
なお、同社では「日本国内における JIAYUAN社製品の独占販売権を取得した」と主張しているが、後述するように他社でも輸入販売が行われている。
道路交通法上は自動車に分類され、普通自動車免許が必要である。道路運送車両法上は、第一種原動機付自転車（四輪）の扱いで車庫証明や車検等は必要としない。

## 年表
2019年10月24日
東京モーターショー2019に出展
2019年11月1日
一部の店舗にて先行販売開始
2021年2月1日
e-Apple特約店募集を開始

## ギャラリー

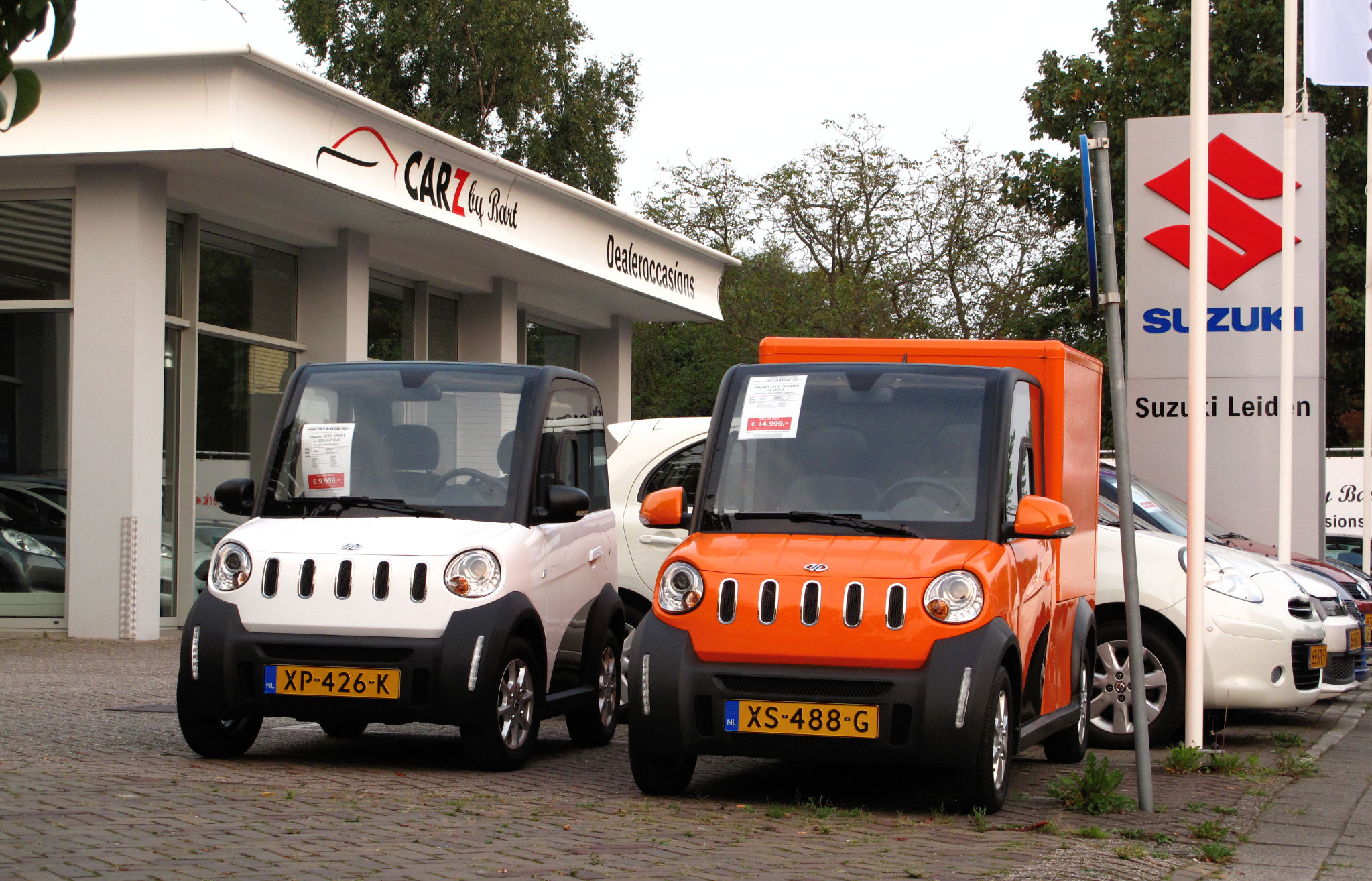
中国の「灵族」

### 同型車
- Lala (自動車) - タケオカ自動車工芸が輸入販売
- タジマ・ジャイアン - 出光タジマEVが輸入販売